# Jacaranda mimosifolia
Jacaranda mimosifolia е вид широколистно дърво, разпространено в Аржентина, Бразилия и други части от Централна и Източна Южна Америка, но с декоративна цел е пренесено и в други райони. На височина достига до 20 m. Расте най-добре във високопланински райони до 2400 m н.в. с годишни валежи 900 – 1300 mm. Конкурентен вид. Нуждае се от повече грижи през първите две години.
Кората е тънка и сиво-кафява. Клонките са тънки и червеникаво-кафяви на цвят. Цветовете са лилави. Семената са с дължина 0,9 – 1,2 cm, всяко обградено от тънка мембрана.
Понякога растението се използва с медицински цели – корените и кората се използват за лечение на сифилис, а листата – за лекуване на рани.

## Галерия
- Плодове
- Илюстрация в Paxton's Magazine of Botany